# Greenidea hangnigra
Greenidea hangnigra är en insektsart. Greenidea hangnigra ingår i släktet Greenidea och familjen långrörsbladlöss. Inga underarter finns listade i Catalogue of Life.